# 1237
El 1237 (MCCXXXVII) fou un any comú començat en dijous del calendari julià.

## Esdeveniments
- Els mongols envaeixen Rus de Kíev.[1]
- Batalla del Puig de Santa Maria entre sarraïns i forces catalanoaragoneses per conquerir ciutat de València.[2]
- Batalla de Cortenuova: Frederic II derrota les forces de la Lliga Llombarda; uns 5.000 llombards són capturats.[3]
- Invasió mongola de la Rus de Kíev: l'exèrcit mongol comandat per Batu Khan i Subutai, envaeix el Principat de Riazan[4]